# Nannette Streicherová
Nannette Streicherová (nepřechýleně Nanette Streicher, rozená Anna-Maria Stein(ová); 2. ledna 1769, Augsburg – 16. ledna 1833, Vídeň) byla německá klavíristka, skladatelka, hudební pedagožka a spisovatelka. Steinová byla šestým dítětem augsburského výrobce varhan a klavírů Johanna Andrease Steina (1728–1792) - zakladatele významné dynastie vyrobců klavírů. Vedení firmy svého otce se ujala kolem roku 1790. V roce 1793 se Anna-Marie Steinová se provdala za hudebníka Johanna Andrease Streichera (1761–1833) a v roce 1794 se s ním přestěhovala do Vídně.
Zpočátku spolupracovala se svým mladším bratrem Matthiasem Andreasem Steinem (1776-1842) pod obchodním názvem „Geschwister Stein“. Na podzim roku 1802 se sourozenci rozdělili a Streicherová ve Vídni podepsala své nástroje Nannette Streicher rozená Stein. Byla blízkou přítelkyní Ludwiga van Beethovena, který měl také jeden z jejích nástrojů. Firma pokračovala po smrti Nannette Streicherové pod vedením jejího syna Johanna Baptisty Streichera a po jeho smrti v roce 1871 vedl firmu jeho syn Emil.

## Nahrávky na originálech a kopiích klavírů od Nannette Streicherové
- Jan Vermeulen. Franz Schubert Works for fortepiano. Volume 1. Nahráno na originálním klavíru Streicher z roku 1826.